# Three O'Clock in the Morning (película)
Three O'Clock in the Morning es una película dramática muda estadounidense de 1923 dirigida por Kenneth S. Webb y protagonizada por Constance Binney, Edmund Breese y Richard Thorpe. Actualmente es considerada una película perdida.

## Trama
Como se describe en una reseña de una revista de cine, Elizabeth Winthrop queda fascinada con la vida de cabaret y hace amigos que son desagradables para sus padres. Le molesta el trato que su padre da a sus amigos y se marcha de casa. Busca trabajo como corista en la ciudad de Nueva York y cuenta con la ayuda de Hugo von Strohm, quien, sin que ella lo sepa, paga su salario en el cabaret. Clayton Webster, su prometido, se opone a su trabajo y ella le devuelve el anillo de compromiso. Hugo la invita a un bar y trata de llamar su atención sobre ella. De camino a la posada, su madre la reconoce y la rescata. Clayton está obligado a partir en un barco de vapor hacia Sudamérica. Elizabeth llega al muelle justo cuando el barco se aleja y, mediante señales de bandera, dice que lo ama. Salta por la borda y nada hasta la orilla.

## Elenco
- Constancw Binney como Elizabeth Winthrop
- Edmund Breese como el Sr. Winthrop
- Richard Thorpe como Clayton Webster
- Mary Carr como la Sra. Winthrop
- William Bailey como Hugo von Strohm
- Edna May Oliver como Hetty
- Russell Griffin como Mickey Flynn